# Călugăreni (okręg Prahova)
Călugăreni – wieś w Rumunii, w okręgu Prahova, w gminie Călugăreni. W 2011 roku liczyła 1100 mieszkańców.